# Tumulus du Poulguen
Le tumulus du Poulguen est un dolmen situé à Penmarch, dans le département du Finistère, en France. Il a été classé monument historique en 1921.

## Historique
Au XIXe siècle, le tumulus était surmonté d'un calvaire et en raison de sa proximité avec la côte il servait d'amer.
Le tumulus a été fouillé en septembre 1861 par Armand René du Châtellier, en 1902 par A. Martin, et en 1927 par l'équipe du musée préhistorique finistérien. Il a été classé monument historique par décret du 10 novembre 1921. Pierre-Roland Giot a exploré l'édifice en 1948 mais  a été contraint d'abandonner ses investigations en raison des risques d'éboulement.

## Description
Le tumulus est désormais endommagé sur les trois-quarts de sa circonférence par des prélèvements successifs de terre et de pierres. À l'origine, il mesurait 40 m de diamètre sur 8 m de hauteur. Il est constitué d'un amas de pierres et d'argile. Il englobe un dolmen à couloir en forme de « T » ouvrant à l'est/nord-est. La chambre est précédée d'un long couloir, dont la moitié nord a été totalement démantelée par la récupération ultérieure des dalles qui le constituait, mesurant à l'origine 14 m de long pour une largeur passant d'environ 2,30 m côté extérieur à 1,30 m côté chambre. Le couloir comporte encore quatre orthostates d'un côté et cinq de l'autre, intercalés avec des murets en pierres sèches et l'ensemble est recouvert de trois tables de couverture (d'une longueur respective de 2 m, 2,90 m et 2,15 m), avec une hauteur sous plafond de 1,40 m. Le dernier pilier à gauche avant la chambre comporte une sculpture en creux constituée, de cinq traits verticaux d'inégales longueurs réunis par le haut par un trait curviligne, et d'une cupule.
L'entrée de la chambre est délimitée par un encadrement de 0,90 m de large constitué de deux pierres. La chambre est de forme rectangulaire. La partie occidentale mesure 9 m de long sur 1,50 à 1,60 m de large. Sur le plan dressé par Martin, la partie orientale de la chambre ne mesure que 2 m de long et semble fermée par une dalle. L'exploration de Giot a démontré que cette partie de la chambre a été totalement endommagée par l'ouverture d'une carrière dans le tumulus, entraînant l'effondrement de sa couverture. La chambre complète serait donc composée de deux parties symétriques, de part et d'autre de l'entrée. La structure, située à l'est du tumulus, fouillée et décrite par Martin comme étant un « coffre », correspondrait ainsi à la prolongation de la seconde partie de la chambre, désormais séparée du reste du dolmen et rendue inaccessible par cet effondrement. Les parois de la chambre sont elles-aussi constituées d'orthostates et de petits murets en pierres sèches intercalés.
Selon L'Helgouach, le « monument apparaît comme un compromis entre l'architecture des dolmens à couloir (par la présence d'un couloir et d'une chambre bien différenciés) et celle des allées couvertes (par l'allongement et les proportions générales de la chambre) ».

## Fouilles archéologiques
Lors de la fouille de du Châtellier, la partie intacte du couloir et la chambre étaient remplies d'une couche de terre noire très fine, sur environ 1,10 à 1,30 m d'épaisseur, non remaniée, laissant supposer que la tombe ne fut pas violée. Aucun mobilier archéologique ne fut découvert dans le couloir. La couche archéologique retrouvée dans la chambre était composée de débris de bois, d'ossements et de cendres. Du Châtellier en déduit que les restes incinérés et les objets funéraires furent déposés sur un plancher en bois constitué de madriers fendus, ce plancher reposant lui-même sur un lit de pierres. Du Châtellier  recueillit une quinzaine de tessons d'une poterie grossière à pâte noirâtre et parois minces, une fusaïole en terre cuite, un mortier en pierre et un fragment de tuile romaine. 
Lors de la fouille du « coffre », correspondant en réalité à l'extrémité effondrée de la chambre, Martin découvrit une grande quantité de cendre et de débris d'ossements, devant correspondre à l'incinération de plusieurs corps, et un petit mobilier funéraire comprenant un vase brisé de type « pot de fleur » d'une facture grossière et une lame en silex de type Grand-Pressigny finement retouchée d'une longueur de 13 cm. Un petit mobilier lithique (trois haches polies dont deux en dolérite, des grattoirs, lames et éclats de silex), découvert dans des circonstances imprécises, provient aussi du monument.
La datation au radiocarbone d'un morceau de bois recueilli par du Châtellier indique une période comprise autour de 1600 av. J.-C., tandis que celle d'un charbon de bois prélevé par Martin dans le « coffre » indique une période comprise autour de 500 av. J.-C. Selon L'Helgouach, le mobilier découvert peut être apparenté à la culture Seine-Oise-Marne, la datation vers 1600 av. J.-C. indiquerait donc le maintien tardif d'un groupe mégalithique au Bronze ancien. Le site fut réoccupé plus tardivement comme l'attestent la datation d'un charbon de bois et la découverte d'artefacts et de réaménagements datés de l'époque gallo-romaine.